# Fahrleitungssignale

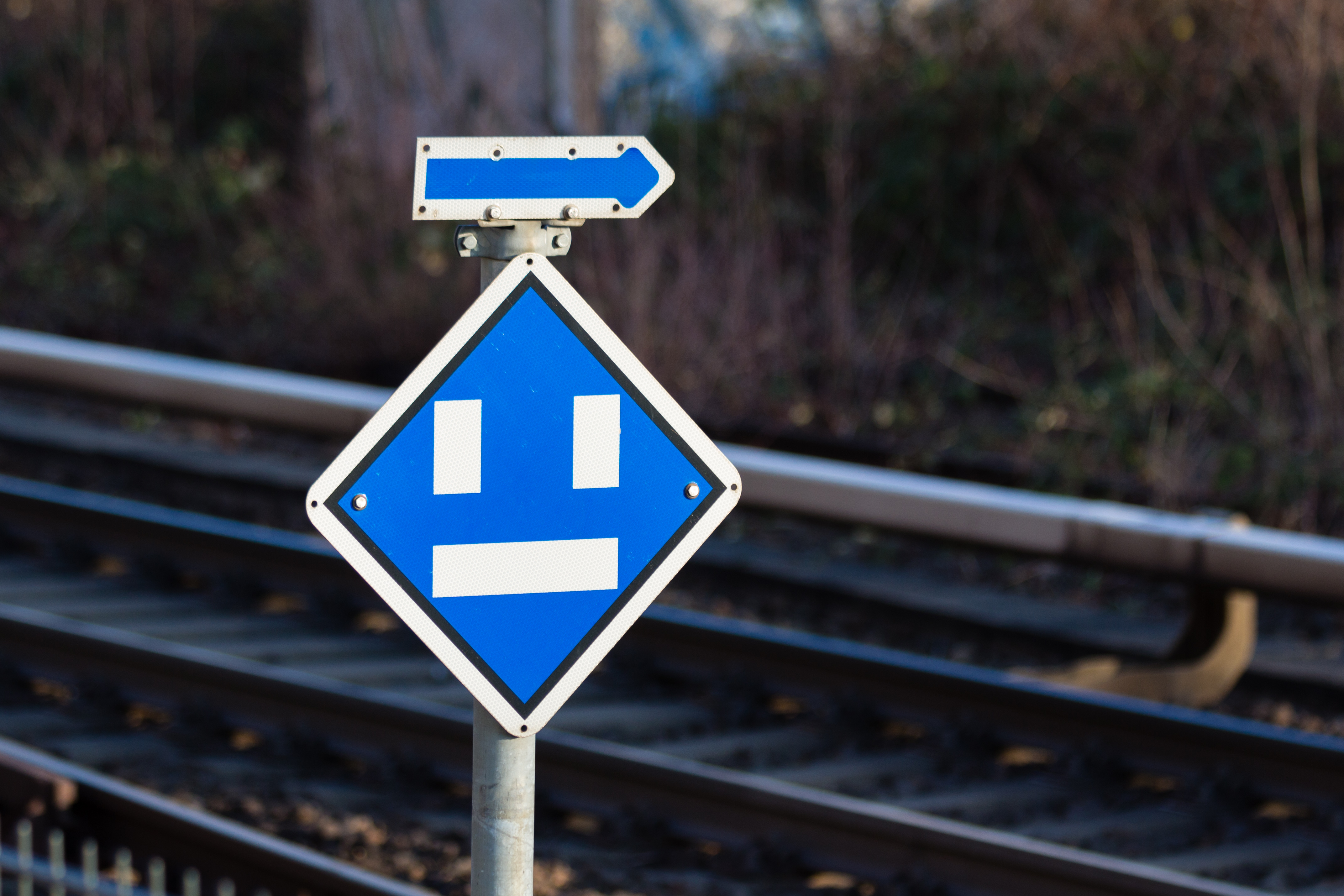
Signal El 1, mit Richtungspfeil rechts bei der mit Stromschiene versorgten Berliner S-Bahn

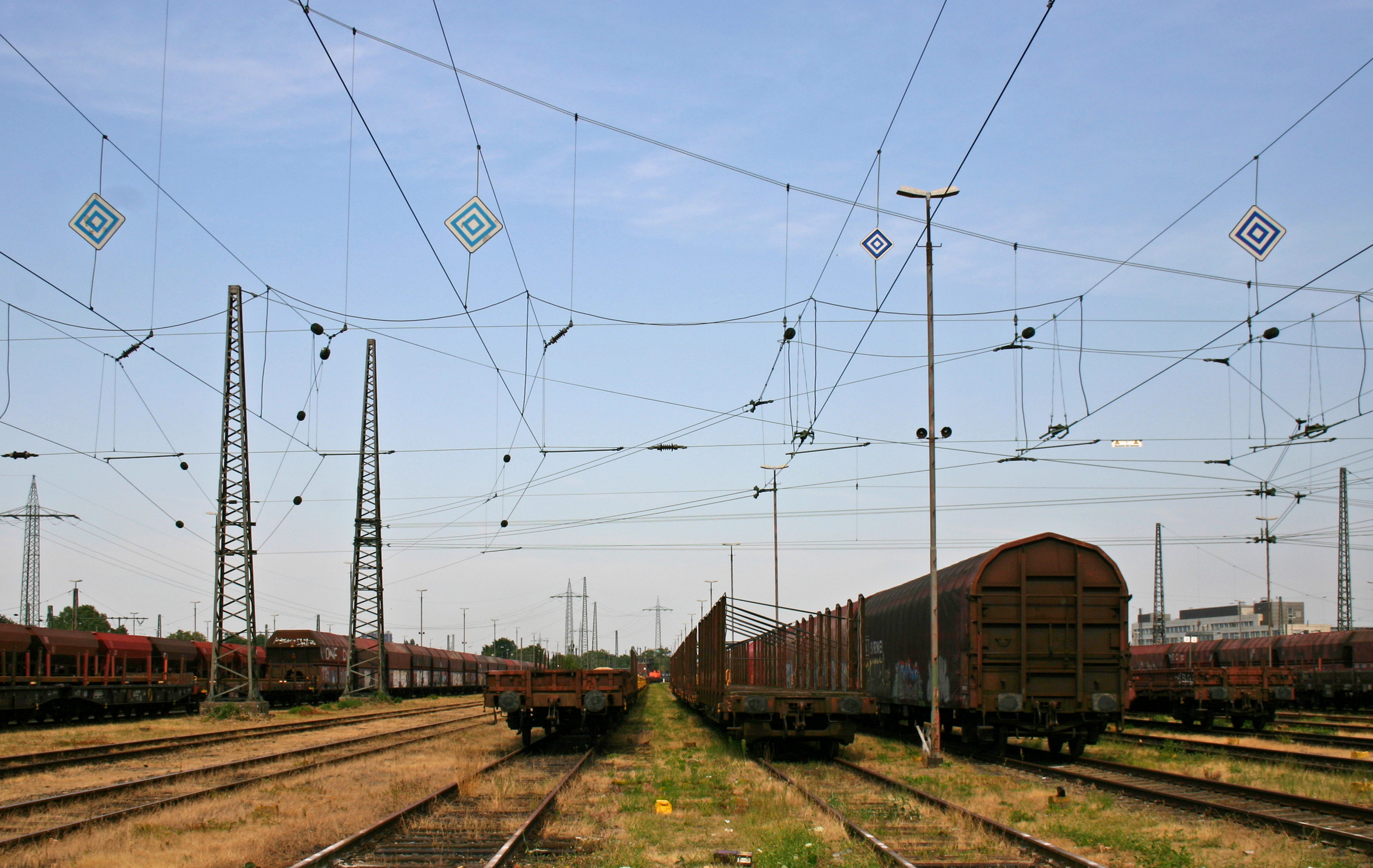
El-6-Signale (in der Fahrleitung) in der Richtungsgruppe des Bahnhofs Oberhausen West, 2019

Fahrleitungssignale (in Österreich Oberleitungssignale) sind Eisenbahnsignale, die für Schienenfahrzeuge, aber auch Oberleitungsbusse gelten, die per Oberleitung oder Stromschiene mit Antriebsenergie versorgt werden.
Aufstellungsorte sind Stellen, an denen der Triebfahrzeugführer den Hauptschalter des Triebfahrzeuges ausschalten muss bzw. wieder einschalten darf, z. B. bei Schutzstrecken, geerdeten Oberleitungsabschnitten unter niedrigen Brücken, oder Systemtrennstellen, an denen das Bahnstromsystem wechselt. Das Ausschalten vermeidet Beschädigungen durch Abreißfunken. Diese Abschnitte sind mit Schwung zu durchfahren.
Weitere Aufstellungsorte sind Stellen, an denen der Triebfahrzeugführer den Stromabnehmer senken muss bzw. wieder anlegen darf, z. B. bei unterbrochenen, beschädigten oder nicht befahrbaren Fahrleitungen. Das Abbügeln vermeidet mechanische Schäden an Fahrleitung und Stromabnehmer; die spannungs- oder fahrleitungslosen Abschnitte sind mit Schwung zu durchfahren. Manche Systemtrennstellen müssen ebenfalls abgebügelt durchfahren werden. Das betrifft insbesondere die, wo wegen einer abweichenden Fahrleitungsgeometrie oder dem Material der Schleifleisten der Stromabnehmer gewechselt werden muss oder wo damit zu rechnen ist, dass Triebfahrzeuge mit zwei angelegten Stromabnehmern verkehren und damit einen Erdschluss auslösen.
Schließlich kennzeichnen Fahrleitungssignale Stellen, an denen die Fahrleitung endet und die daher ein Fahrzeug mit angelegtem Stromabnehmer nicht überfahren darf, um Schäden zu vermeiden.

## Länderspezifisches

### Deutschland
Die deutsche Eisenbahn-Signalordnung sieht als Fahrleitungssignale auf der Spitze stehende blaue quadratische Tafeln mit weißen Signalzeichen vor, die schwarz und weiß umrandet sind.
An Gleisverzweigungen sind die Signale El 1v, El 1, El 3, El 4 und El 6 durch einen oder mehrere Richtungspfeile (blauer Pfeil auf weißem Grund) ergänzt. Der Pfeil zeigt an, für welches Gleis das Signal gilt.
Die Signale El 1v, El 1, El 2, El 3, El 4 und El 5 werden durch eine Zuordnungstafel gekennzeichnet, wenn sie auf Grund ihres Standorts zwischen den Gleisen auch unzutreffend für das Nachbargleis gültig sein würden. 
| Bezeichnung                     | Signalbild                                                                                    | Bedeutung | Bild |
| ------------------------------- | --------------------------------------------------------------------------------------------- | --- | ---- |
| El 1v                           | Zwei waagerecht nebeneinander liegende weiße Rechtecke.                                       | Signal El 1 (Ausschaltsignal) erwarten. Dieses Signal befindet sich grundsätzlich im halben Abstand des Bremsweges der Strecke vor dem Signal El 1. |      |
| El 1 – Ausschaltsignal          | Ein zerlegtes weißes U.                                                                       | Hauptschalter ausschalten. Der Hauptschalter muss spätestens auf Höhe des Signals ausgeschaltet sein. Die Signale El 1 und El 2 können am gleichen Standort vereinigt sein, das Signal El 2 befindet sich dann über dem Signal El 1. Mit dieser Kombination werden verkürzte Schutzstrecken signalisiert. In diesem Fall darf nach dem Ausschalten am Signal und der Vorbeifahrt der Hauptschalter bei wiederkehrender Fahrleitungsspannung sofort wieder eingeschaltet werden. |      |
| El 2 – Einschaltsignal          | Ein geschlossenes weißes U.                                                                   | Hauptschalter einschalten erlaubt. |      |
| El 3 – „Bügel ab“-Ankündesignal | Zwei gegeneinander versetzte weiße Streifen.                                                  | Signal El 4 (Bügel ab) erwarten. Dieses Signal befindet sich grundsätzlich im halben Abstand des Bremsweges der Strecke vor dem Signal El 4. |      |
| El 4 – „Bügel ab“-Signal        | Ein waagerechter weißer Streifen.                                                             | Bügel ab (Stromabnehmer senken). Das Signal befindet sich 30 m vor dem mit gesenkten Stromabnehmern zu befahrenen Streckenabschnitt. Am Standort des Signales muss der Stromabnehmer vollständig gesenkt sein. |      |
| El 5 – „Bügel an“-Signal        | Ein senkrechter weißer Streifen.                                                              | Bügel an (Stromabnehmer heben). Das Signal befindet sich 30 m hinter dem mit gesenkten Stromabnehmern zu befahrenen Streckenabschnitt. Der Stromabnehmer darf nach dem Passieren des Signals wieder angelegt werden. |      |
| El 6                            | Ein auf der Spitze stehender weißer Rahmen mit einem auf der Spitze stehenden weißen Quadrat. | Halt für Fahrzeuge mit gehobenen Stromabnehmern. Für Fahrzeuge mit gehobenen Stromabnehmern ist die Fahrt über das Signal hinaus verboten. |      |
| El 7 – Schaltsignal             | Ein blau-weißes Schachbrettmuster mit auf der Spitze stehenden Quadraten.                     | Fahrstrom unterbrechen. Dieses Signal wurde im Eisenbahnnetz nur bei der S-Bahn Berlin verwendet, diente der Energieeinsparung und ist nicht mehr aufgestellt. |      |
| Systemwechsel Gleichspannung    | Zwei waagerechte weiße Streifen                                                               | Dieses Signal steht im Bereich von Systemwechseln, hier für den Gleichstrom-Anfang. Es ist kein eigenständiges Fahrleitungssignal, sondern wird in Verbindung mit El 2 oder El 5 verwendet. Es ist dann unter diesen Signalen angebracht. Das Triebfahrzeug darf erst wieder eingeschaltet (El 2) bzw. die Stromabnehmer gehoben werden (El 5), wenn der Systemwechsel erfolgt ist.                                                                                             |      |
| Systemwechsel Wechselspannung   | Eine weiße Sinuskurve und eine weiße Zahl.                                                    | Dieses Signal steht im Bereich von Systemwechseln, hier für den Wechselstrom-Anfang. Die weiße Zahl steht für die jeweilige Spannung, in diesem Fall 15 kV. Es ist kein eigenständiges Fahrleitungssignal, sondern wird in Verbindung mit El 2 oder El 5 verwendet. Es ist dann unter diesen Signalen angebracht. Das Triebfahrzeug darf erst wieder eingeschaltet (El 2) bzw. die Stromabnehmer gehoben werden (El 5), wenn der Systemwechsel erfolgt ist.                     |      |

An Systemtrennstellen, die bereits vor der Einführung der Systemwechselsignale bestanden, beispielsweise im Netz der Stadtbahn Karlsruhe, werden die Fahrdrahtspannungen mit Angabe der Stromart durch weiße, rechteckige Tafeln mit schwarzer Schrift gekennzeichnet.
Mit der Einführung der ICE-1-Triebzüge verkehrten erstmals lange Zugeinheiten mit angelegten Stromabnehmern an beiden Zugenden. Zur Information, wann ein solcher Zug eine Schutzstrecke vollständig durchfahren hat und die Hauptschalter der Triebköpfe wieder eingeschaltet werden können, wurden auf den planmäßig vom diesen Zügen befahrenen und den Umleitungsstrecken ergänzend ICE-Zeichen in Form einer weißen, quadratischen und auf der Spitze stehenden Tafel mit der schwarzen Aufschrift „ICE“ in Zuglänge hinter dem Signal El 2 aufgestellt. Diese Tafeln sind im Signalbuch nummernlose Orientierungszeichen.
Die deutsche Straßenbahn-Bau- und Betriebsordnung enthält die Signale als Schaltsignale mit praktisch identischer Bedeutung ebenfalls. Das Ausschaltsignal heißt nach der BO Strab St 3, das Einschaltsignal St 4, das Bügel-ab-Signal St 5, das Bügel-an-Signal St 6 und das El 6 St 8.

### Österreich
Die Oberleitungssignale bei den österreichischen Eisenbahnen sind im Aussehen praktisch identisch mit den in Deutschland üblichen. Es sind auf der Spitze stehende blaue quadratische Tafeln mit weißen Signalzeichen, die schwarz und weiß umrandet sind.
| Bezeichnung                                        | Signalbild                                                                        | Bedeutung | Bild |
| -------------------------------------------------- | --------------------------------------------------------------------------------- | --- | ---- |
| „Ankündigung Hauptschalter aus“                    | Zwei weiße Rechtecke nebeneinander.                                               | Signal „Hauptschalter aus“ erwarten. Das Signal ist in der Regel 300 m vor dem Signal „Hauptschalter aus“ angebracht.                   |      |
| „Hauptschalter aus“                                | Ein unterbrochenes weißes U.                                                      | Hauptschalter ausschalten. Das Signal ist in der Regel 30 m vor der Schutzstrecke angebracht.                                           |      |
| „Hauptschalter ein“                                | Ein weißes U.                                                                     | Hauptschalter einschalten. Das Signal befindet sich in der Regel 30 m hinter der Schutzstrecke.                                         |      |
| „Ankündigung Stromabnehmer tief“                   | Zwei gegeneinander versetzte weiße Streifen.                                      | Signal „Stromabnehmer tief“ erwarten. Das Signal ist in der Regel 300 m vor dem Signal „Stromabnehmer tief“ angebracht.                 |      |
| „Stromabnehmer tief“                               | Ein waagerechter weißer Streifen.                                                 | Stromabnehmer senken. Das Signal ist in der Regel 30 m vor dem mit gesenkten Stromabnehmern zu befahrenden Gleisabschnitt angebracht.   |      |
| „Stromabnehmer hoch“                               | Ein lotrechter weißer Streifen.                                                   | Stromabnehmer heben. Das Signal ist in der Regel 30 m hinter dem mit gesenkten Stromabnehmern zu befahrenden Gleisabschnitt angebracht. |      |
| „Halt für Fahrzeuge mit angehobenen Stromabnehmer“ | Ein auf der Spitze stehendes weißes Quadrat in einem weißen quadratischen Rahmen. | Das Signal kennzeichnet jene Stelle, ab der Fahrten für Fahrzeuge mit angehobenem Stromabnehmer verboten sind.                          |      |

### Schweiz
In der Schweiz sind Fahrleitungssignale in Gelb/Schwarz gehaltene Rechtecke (bei Senksignalen auf der Spitze stehend), oder Lichtsignale, die z. B. bei umschaltbaren Zonen an Grenzbahnhöfen das anliegende Stromsystem anzeigen. Die Symbolik der Schalt- und Stromabnehmersignale entspricht wiederum den in Österreich und Deutschland üblichen.
| Bezeichnung                       | Signalbild                                                                                       | Bedeutung | Bild |
| --------------------------------- | ------------------------------------------------------------------------------------------------ | --- | ---- |
| Vorsignal zum Ausschaltsignal     | Zwei schwarze senkrechte Rechtecke oder als Lichtsignal zwei senkrechte gelbleuchtende Streifen. | Vorbereitung zum Ausschalten. Es folgt ein Ausschaltsignal. |      |
| Ausschaltsignal                   | Ein unterbrochenes schwarzes U oder als Lichtsignal ein gelbleuchtendes unterbrochenes U.        | Vorbeifahrt mit ausgeschaltetem Hauptschalter. Es folgt ein Einschaltsignal. |      |
| Einschaltsignal                   | Ein geschlossenes schwarzes U oder als Lichtsignal ein gelbleuchtendes geschlossenes U.          | Weiterfahrt mit eingeschaltetem Hauptschalter. |      |
| Vorsignal zum Senksignal          | Zwei auf der Spitze stehende schwarze Quadrate.                                                  | Die Stromabnehmer müssen ab dem Senksignal gesenkt sein. |      |
| Senksignal                        | Ein waagerechter schwarzer Streifen.                                                             | Stromabnehmer senken. |      |
| Endsignal zum Senksignal          | Ein senkrechter schwarzer Streifen.                                                              | Erlaubnis zum Heben des Stromabnehmers. |      |
| Aufhebungsignal zum Senksignal    | Ein schwarzer, mit der Spitze nach oben zeigender Pfeil.                                         | Ab dieser Stelle wird der mit gesenktem Stromabnehmer zu befahrende Abschnitt nicht befahren. |      |
| Signal für Streckentrennung       | Eine rechteckige senkrechte Tafel.                                                               | Halt für Fahrzeuge mit gehobenem Stromabnehmer bei ausgeschalteter Streckenfahrleitung. |      |
| Umschaltsignal                    | Ein waagerechter schwarzer Streifen, darüber sowie darunter eine schwarze Zahl.                  | Halt für Einsystem- und Mehrsystem-Triebfahrzeuge mit gehobenem Stromabnehmer. Ausnahme: Vorbeifahrt für Triebfahrzeuge mit gehobenem Stromabnehmer und ausgeschaltetem Hauptschalter gestattet, sofern die Stromabnehmer für beide Systeme verwendet werden können. Die obere Zahl bezieht sich auf die Fahrleitungsspannung vor, die untere auf die Fahrleitungsspannung nach der Schutzstrecke. |      |
| Endsignal zur Systemschutzstrecke | Ein senkrechter schwarzer Streifen, darunter eine schwarze Zahl.                                 | Weiterfahrt mit dem betreffenden Stromsystem. |      |
| Zonen-Schutzstreckensignal        | Eine orangeleuchtende Lampe.                                                                     | Halt für Einsystem- und Mehrsystemtriebfahrzeuge mit gehobenem Stromabnehmer. Ausnahme: Vorbeifahrt für Triebfahrzeuge mit gehobenem Stromabnehmer und ausgeschaltetem Hauptschalter gestattet, sofern die Stromabnehmer für beide Systeme verwendet werden können. |      |
| Zonensignal                       | Eine orangeleuchtende Zahl.                                                                      | Das Signal zeigt den Schaltzustand der umschaltbaren Zone in kV an. |      |

### Spanien
Die spanischen Fahrleitungssignale entsprechen in Aussehen und Bedeutung den deutschen El 1v sowie El 1 bis 5. Das dem El 6 entsprechende Signal, welches das Ende von Fahrleitungen kennzeichnet, besteht aus einem ebenfalls auf der Spitze stehenden Quadrat, das durch eine waagerechte und eine senkrechte Trennlinie in je zwei gegenüberliegende weiße und blaue Dreiecke geteilt ist.

### Weitere europäische Staaten

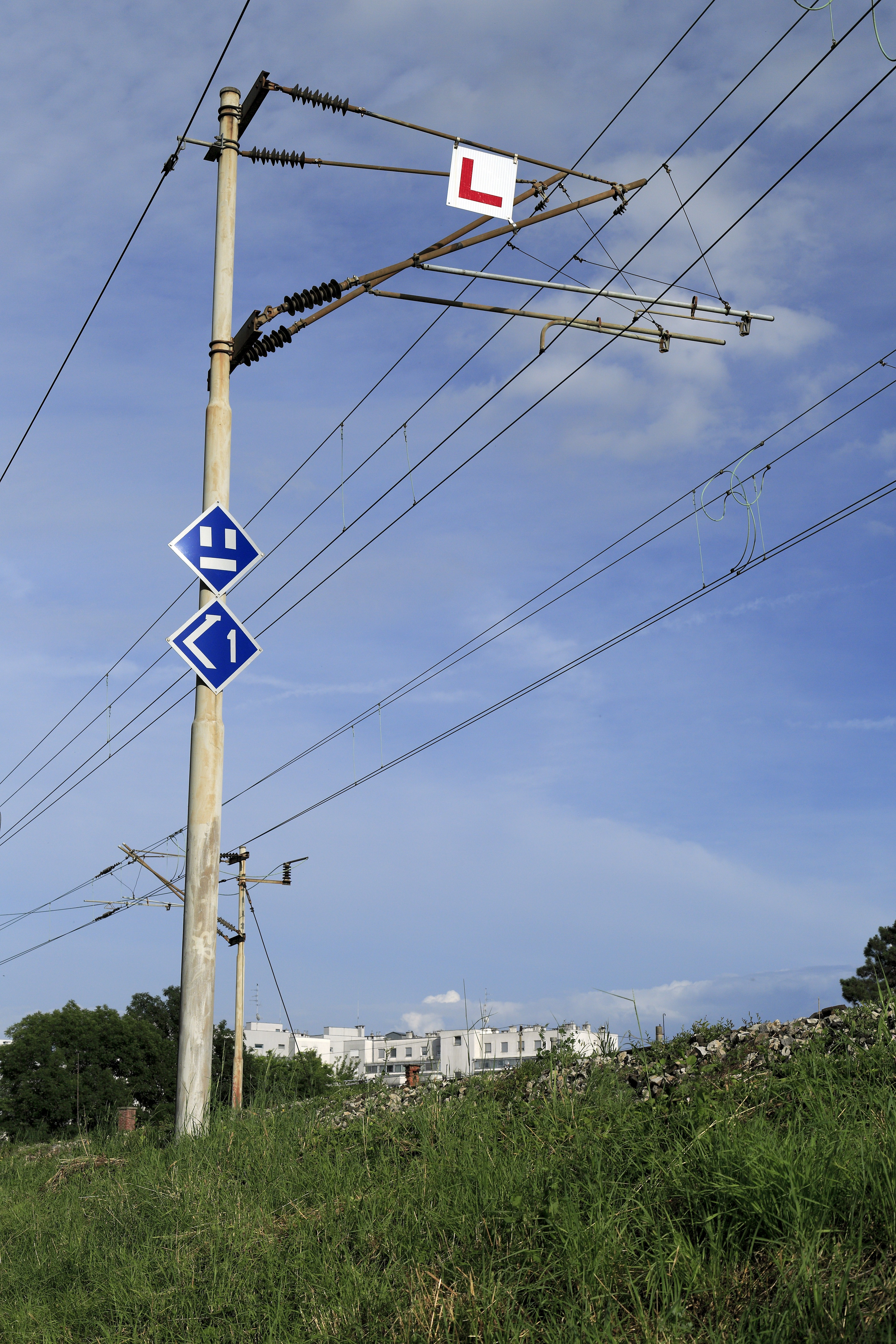
Kroatisches Ausschaltsignal mit Zusatzsignal, das nur einen angelegten Stromabnehmer pro Triebfahrzeug zulässt

Auch in weiteren europäischen Staaten wie Slowenien, Kroatien, Serbien, Montenegro, Bulgarien, Tschechien und der Slowakei entsprechen die Fahrleitungssignale den in Österreich und Deutschland üblichen. Es gibt jedoch Abweichungen in Details wie die bei den Nachfolgebahnen der Jugoslovenske Železnice, wo vor Schutzstrecken signalisiert wird, nur einen Stromabnehmer anzulegen. Bei älteren Fahrleitungssignalen in Tschechien und der Slowakei werden die weißen Linien durch aneinandergesetzte runde, weiße Reflektoren gebildet, außerdem sind die Richtungspfeile bei Fahrleitungsendesignalen (die dem deutschen El 6 entsprechen) durch Weglassen eines Teils der weißen Linien in diesen selbst enthalten.